# Taha Alexandersson
Taha Hirbod Alexandersson, född 3 oktober 1979, är en tjänsteman verksam vid Socialstyrelsen som beredskapschef (avdelningschef krisberedskap och civilt försvar). Hon var tidigare medicinsk forskare verksam vid Karolinska Institutet.

## Biografi
Alexandersson utbildade sig till biomedicinsk analytiker och valde efter sin kandidatexamen att forska för att 2006 disputera vid Karolinska Institutet på avhandlingen Mucosal immune responses in HIV-1 exposed uninfected individuals. Efter fortsatt forskning vid samma lärosäte har hon där erhållit titeln docent.
Mellan 2002 och 2014 var hon projektledare för flera studier inom ämnesområdet immunologi i Kenya och Uganda, i samarbete med University of Toronto samt Johns Hopkins University. Parallellt med sina forskningsstudier var hon verksam som vetenskaplig koordinator på Centrum för Global Hälsa vid Karolinska Institutet. Under ebolautbrottet i Västafrika 2014 koordinerade hon biomedicinska innovationsinsatser samt var projektledare för den träningsanläggning som inrättades för svensk insatspersonal . Under 2015 ingick hon i  Världshälsoorganisationens operativa stab för medicinska insatser och arbetade med koordinering samt utvärdering av internationella sjukvårdsinsatser, bland annat under Jordbävningen i Nepal 2015.
Som anställd på Socialstyrelsen ansvarade Alexandersson år 2016 för en nationell övning i syfte att stärka hälso- och sjukvårdens förmåga att hantera en allvarlig händelse. Under 2017 var hon projektledare för ett myndighetsgemensamt uppdrag att utreda svensk förmåga att delta i internationella hälso- och sjukvårdsinsatser. Samma år var hon huvudförfattare av Totalförsvarets Sjukvårdssystem; en civilmilitär konceptrapport om hur hälso- och sjukvårdens och vissa av Försvarsmaktens resurser skulle kunna utvecklas för att klara fredstida allvarliga händelser, höjd beredskap och ytterst krig.
Alexandersson blev 2018 befordrad till ställföreträdande krisberedskapschef på myndigheten. Under terrordådet på Drottninggatan arbetade hon som stabschef i myndighetens krisorganisation och under coronapandemin har hon arbetat som operativ chef.
Under sommaren 2022 tillträdde Alexandersson som krisberedskapschef och under sommaren 2024 som avdelningschef för krisberedskap och civilt försvar (beredskapschef) på Socialstyrelsen. Hon sitter sedan 2020 även i styrelsen för Totalförsvarets forskningsinstitut (FOI).

## Publikationer (urval)
- (29 jun 2011). "Detection of Intraepithelial and Stromal Langerin...". PLoS One.
- (november 2014). "Expression profiles of antimicrobial peptides...". Am J Reprod Immunol.. 475-484. ISSN 1600-0897
- https://scholar.google.com/scholar?hl=sv&as_sdt=0%2C5&q=Hirbod+t&btnG=